# Elezioni generali in Botswana del 2009
Le elezioni generali in Botswana del 2009 si tennero il 16 ottobre per il rinnovo dell'Assemblea nazionale.

## Risultati
| Liste                                | Voti    | %     | Seggi |
| ------------------------------------ | ------- | ----- | ----- |
| Partito Democratico del Botswana     | 290.099 | 53,26 | 45    |
| Fronte Nazionale del Botswana        | 119.509 | 21,94 | 6     |
| Partito del Congresso del Botswana   | 104.302 | 19,15 | 4     |
| Movimento dell'Alleanza del Botswana | 12.387  | 2,27  | 1     |
| Partito Popolare del Botswana        | 7.554   | 1,39  | -     |
| Altri                                | 10.796  | 1,97  | 1     |
| Totale                               | 544.647 |       | 57    |